# Copa Hopman de 1996
A Copa Hopman de 1996 foi a 8ª edição do torneio entre países do tênis em mistas, organizada pela Federação Internacional de Tênis.
Goran Ivanišević e Iva Majoli da Croácia bateram os suíços Marc Rosset e Martina Hingis na final.